# 九条道孝
九条 道孝（くじょう みちたか）は、日本の公家、政治家（貴族院議員）。位階勲等爵位は従一位大勲位公爵。最後の藤氏長者。
貞明皇后（大正天皇后）の父。昭和天皇の外祖父、第125代天皇・明仁（上皇）の曽祖父、第126代天皇・徳仁（今上天皇）の高祖父にあたる。

## 生涯

### 生い立ち
公式には九条幸経と正室酒井肫子（酒井忠学の次女）との間にもうけた長男とされたが、実際には九条尚忠が側室菅山（南大路長尹娘）との間にもうけた長男である。当初は道隆とも表記した。尚忠の長男だったが、尚忠の養嗣子・九条幸経の養嗣子となった。

### 重臣として
元治元年（1864年）、国事御用掛、慶応3年（1867年）には左大臣となる。大政奉還前は、父の尚忠と同じく幕府との協調を推進。そのことから、王政復古の大号令が出された時は、それを追及されて参内停止処分に処せられたものの、1868年（明治元年）に許され処分を解かれた。
同年、摂政関白廃止後、藤氏長者に任じられ、明治維新の戊辰戦争で新政府軍（薩長同盟）の奥羽鎮撫総督府総督に就任し、奥羽鎮撫総督府下参謀の長州藩藩士・世良修蔵および薩摩藩藩士・大山綱良と共に仙台藩藩主・伊達慶邦の仙台城下に入った。のち佐竹氏の秋田藩に移って東北地方を転戦し、京都守護職・松平容保の会津藩と会庄同盟を結んでいた江戸警護役・庄内藩藩主・酒井忠篤の庄内藩などと戦った。明治維新後、明治天皇の相談役となる。
岩崎弥太郎の勧めで日本初の海上保険会社である東京海上保険会社（現在の東京海上日動火災保険）の創設に関わった。華族制度創設時に旧・摂家当主として公爵に叙され。1890年（明治23）2月、帝国議会開設にともない貴族院公爵議員に就任し、死去するまで在任した。
1898年（明治31年）9月10日、麝香間祗候に任じられた。1900年（明治33年）に大勲位に叙され、大勲位菊花大綬章を受章した。

### 晩年
1906年（明治39年）1月4日、脳溢血と心臓病のため死去。

## 子女
13人の子女（6男7女）と1人の養女があった。男子は九条道実のほか、俊麿、輝孝、良政、良致（男爵、銀行員、九条武子の夫）、良敍、娘は尚子（養子）、寛子、範子、籌子、節子、簀子、篷子、紝子。
1888年（明治21年）、籌子が大谷光瑞と結婚した。1895年（明治28年）、範子が山階宮菊麿王の妃となった。1900年（明治33年）、節子が皇太子嘉仁親王（後の大正天皇）の妃となった。翌年に迪宮裕仁親王（後の昭和天皇）が誕生した。篷子は渋谷隆教に、紝子は大谷光明に嫁ぎ、養女の尚子は宗重望の妻となった。
籌子、範子、節子及び嫡男の九条道実は、いずれも側室である野間幾子（中川の局）との間の子である。

## 栄典
- 1881年（明治14年）7月22日 - 勲一等旭日大綬章
- 1884年（明治17年）7月7日 - 公爵[8]
- 1888年（明治21年）4月9日 - 銀製黄綬褒章[9]
- 1889年（明治22年）11月25日 - 大日本帝国憲法発布記念章[10]
- 1900年（明治33年）5月10日 - 大勲位菊花大綬章[11]